# Traición (miniserie de televisión)
Treason (Traición en Hispanoamérica y España) es una miniserie de televisión británica creada por Matt Charman. Protagonizada por Charlie Cox, Olga Kurylenko, Oona Chaplin y Ciarán Hinds, fue estrenada el 26 de diciembre de 2022 por la plataforma Netflix.

## Sinopsis
Adam Lawrence (Charlie Cox), subjefe del MI6, es  nombrado jefe del servicio de inteligencia británico cuando es envenenado el anterior jefe del MI6, Sir Martin Angelis (Ciarán Hinds), pero ve cómo su brillante futuro se enfrenta a la ruina. La principal sospechosa, Kara Yusova (Olga Kurylenko), una espía rusa y antigua amante de Adam, con quien ha mantenido vínculos. Esto provoca que se cuestione su pasado y su lealtad; y cuando surgen amenazas a su familia, Adam se da cuenta de que no puede confiar en nadie.

## Reparto
- Charlie Cox como Adam Lawrence, un oficial del MI6 que se convierte en jefe de la organización después de que el titular, Sir Martin Angelis, sea envenenado.
- Olga Kurylenko como Kara Yusova, una espía rusa y exagente del SVR y antigua amante de Adam, que investiga el asesinato de cinco de sus hombres en Bakú, Azerbaiyán.
- Oona Chaplin como Maddy Lawrence, la esposa de Adam y madrastra de sus hijos.
- Ciarán Hinds como Sir Martin Angelis, exjefe del MI6.
- Tracy Ifeachor como Dede Alexander, una agente de la CIA y amiga de Maddy que investiga a Adam y Kara.
- Danila Kozlovsky como Lord Anton Melnikov, un viejo conocido de Kara, que financia la campaña de Robert Kirby.
- Samuel Leakey como Callum Lawrence, hijo de Adam e hijastro de Maddy.
- Beau Gadsdon como Ella Lawrence, hija de Adam e hijastra de Maddy.
- Simon Lenagan como Robert Kirby
- Alex Kingston como Audrey Gratz
- Avital Lvova como Irina Belova, exjefa de Kara en el SVR.
- Adam James como Patrick Hamilton, un agente del MI6 y amigo de Adam.

## Recepción
The Hollywood Reporter comentó que la cantidad de episodios y su duración convierte a la serie «en uno de esos programas en los que la brevedad es tanto su mejor como su peor cualidad. Sin duda, avanza a toda velocidad, con personajes que se apresuran constantemente a reuniones secretas en diferentes lugares de Londres. Pero los eventos de la historia tienen lugar posiblemente dentro de dos o tres días y logran ser demasiado derivados para que el programa gane mucho crédito como impulsado por la trama, y demasiado apresurado para que tenga éxito como impulsado por los personajes».
El periódico The Guardian describió a la serie como un «thriller de espionaje apasionante... divertido y frenético», pero cuestionó las credenciales de hombre duro de su protagonista: «Cox es menos un hombre internacional de misterio y más un labrador encantador».The Independent evaluó negativamente la serie, comentando que «La ambición excesiva es claramente preferible a la falta de aspiración creativa. Es una pena, entonces, que Traición sea tan implacablemente absurda. Cox no solo no logra convencer por completo como alguien competente o lo suficientemente ambicioso como para ser nombrado jefe del MI6 a los 40 años, sino que el programa insiste en cargarlo con un cliché interminable».
Paula Vázquez Prieto del periódico La Nación comentóː «el ritmo del relato resulta plano, las intrigas bastante previsibles y con varios giros anunciados, y las interpretaciones nada deslumbrantes, signadas por el desperdicio de valiosos actores».